# Dicranomyia subfasciata
Dicranomyia subfasciata är en tvåvingeart som beskrevs av Alexander 1924. Dicranomyia subfasciata ingår i släktet Dicranomyia och familjen småharkrankar. Inga underarter finns listade i Catalogue of Life.